# Lars Wivallius
Lars Wivallius (1605 – 5 avril 1669) est un poète et aventurier suédois.

## Biographie
Lars Svensson naît dans une famille de paysans de Vivalla, près d'Örebro, dont il tire son pseudonyme « Wivallius ». Il entre à l'université d'Uppsala en 1623 et y étudie pendant deux ans avant de quitter la Suède pour voyager à travers l'Europe sous divers faux noms, dont celui de « baron Erik Gyllenstierna ». On le retrouve en prison pour vol à Nuremberg en 1628.
En 1629, alors qu'il se fait à nouveau passer pour le baron Erik Gyllenstierna, Wivallius parvient à épouser la fille du noble scanien Wulff Grijp. Lorsque la supercherie est découverte, il tente de s'enfuir, est rattrapé et, au terme d'un long procès, condamné en 1634 à l'emprisonnement à Kajaneborg, en Finlande. Il reste emprisonné jusqu'en 1641, puis s'installe à Stockholm où il se fait avocat. Il y épouse Malin Ellertz, fille d'un restaurateur, qui lui donne plusieurs enfants. Il retourne passer les dernières années de sa vie à Vivalla.

## Œuvre
La quasi-totalité de l'œuvre poétique de Wivallius a été rédigée durant ses années de bohème, dans les prisons de Nuremberg, du Danemark, de Stockholm ou de Kajaneborg — il n'écrit qu'un seul poème après 1641. Ses chansons sont pleines d'humour et illustrent son amour de la liberté (Ack, Libertas, du ädla ting ; Varen nu glad, mine fiender all) et de la nature. L'une d'elles, Till dig ur hjärtegrunden, figure dans le recueil de psaumes officiel de l'Église de Suède.

## Référence
- (sv) Cet article est partiellement ou en totalité issu de l’article de Wikipédia en suédois intitulé « Lars Wivallius » (voir la liste des auteurs).